# 台风贝贝 (1977年)
颱風貝貝（英語：Typhoon Babe，菲律賓大氣地球物理和天文管理局：Miling）是1977年太平洋台风季中最強的热带气旋，風暴於9月2日在加羅林群島附近形成，在9月11日消散，維持了約九日。貝貝先後影響日本琉球群島、九州和四國，最終直接登陸中國大陸上海市，尤其它在经过冲永良部岛时，留下907.3百帕的实测海平面气压，这是日本以至东亚陆地气象站录得的最低海平面气压。後來日本氣象廳因島上的破紀錄數據及嚴重災情，而為它命名為沖永良部颱風，是為氣象廳十個命名颱風其中之一。不過，自此之後到平成年代完結止，氣象廳都沒有為嚴重影響日本的颱風賦予特殊名稱，直到2019年（令和元年）的法茜和海貝思才有特殊命名。

## 氣象歷史
1977年9月1日，一个热带扰动在北緯7度、東經150度一带形成，联合台风警报中心（JTWC）随后为它发出热带气旋形成警报（TCFA）。9月2日JTWC将其升格为热带低气压，同一天又透過氣象偵察任務，測得其中心持續風速已達75公里每小時，於是將其升格為熱帶風暴，命名為貝貝。由於風暴靠近菲律賓，菲律賓大氣地球物理和天文服務管理局也開始監測它的動向，並定下國內名稱為「Miling」。
最初貝貝是沿著從國際日期變更線延伸到中國大陸的副熱帶高壓脊，穩定地向西北偏西移動，並預料持續增強及威脅菲律賓，但貝貝來到菲律賓以東海域時，移動速度逐漸減慢。9月5日，一個高空槽在東北亞上空形成，上述的副熱帶高壓脊遭高空槽打擊並形成一個弱點，使貝貝能夠沿該弱點，轉向西北偏北方向移動。貝貝在接下來的兩天裡迅速增強成為颱風，其中心氣壓也從988百帕（9月5日 08:32 UTC）跌到905百帕（9月7日 22:04 UTC），即是每小時就下降1.3百帕。9月8日早上，貝貝在石垣島之東南約465公里處，達到其巔峰強度240公里每小時，使其成為1977年風季中的首個、亦是唯一的超級颱風。日本氣象廳同時估計貝貝的最高十分鐘持續風速為205公里每小時，最低氣壓為905百帕。
貝貝原先預料會繼續向西北影響臺灣和中國大陸，但另一個高空槽在同日進入中國東北地區，上述的副熱帶高壓脊遭進一步削弱，而一個低壓區在朝鮮半島形成，貝貝受其影響轉向東北方向移動及逐漸減弱。之後貝貝和該低壓區更發生疑似藤原效應，因此貝貝後期的路徑是沿著逆時針方向移動，經過琉球群島並以較高緯度西折路徑直撲華東地區，這個路徑是較為罕見。貝貝最終在9月11日登陸上海市崇明区向化镇，登陸強度達十級，氣壓970百帕，翌日經過太湖至安徽省消亡。
巧合的是，太平洋颱風貝貝從9月3日至9日，一度與大西洋同名颶風同時存在，意味當時有兩個名叫「貝貝」的風暴活躍在世上。

## 影響
貝貝為琉球群島、九州和四國造成豪雨。根據日本氣象廳9月8日至10日的測量，三重縣尾鷲市以期間降水量483毫米稱冠，而鹿兒島縣上屋久町屋久島雖以260.5毫米位居第二，但其最大日降水量卻以251毫米（9月9日）名列榜首，而尾鷲只得190.5毫米（9月9日）列第二。風勢方面，以鹿兒島縣和泊町沖永良部島（最大風速每秒39.4米，最大瞬間風速每秒60.4米）最為猛烈，當地同時實測到最低海面氣壓907.3百帕，是為日本以至東亞陸地氣象站所錄得的最低海平面氣壓，打破1959年颱風莎拉（宮古島颱風）所創下的908.1百帕舊紀錄，並維持至今。
總括當地災情，氣象廳公佈這場風災中有一人死亡，另造成房屋損壞5,119棟、浸水3,207棟，其中沖永良部島上一半的房屋因暴風而被全毀或半毀，由於島上的破紀錄數據及嚴重災情，後來氣象廳為此颱風命名為「沖永良部颱風」。據美聯社報導，風災另外造成奄美群島77人受傷，至少14,927人無家可歸，全國經濟損失約61億日元，即2,300萬美元。巴拿馬貨輪「May Cruiser」因風暴吹襲，於9月10日在沖繩西北偏北約420公里處擱淺並陷入沉沒危險，當時有25名船員被困。海上保安廳其後派遣五架飛機和四艘巡邏艇搜索生還者，而附近亦有十艘日籍漁船加入營救，救援人員在兩日後發現九名水手生還和13具屍體，其餘三人仍然失蹤，可是這些數字並未列為氣象廳上述官方損害數據內。另外，約一百艘在東海的日籍漁船尋找避難地方不果，最終遭風暴摧毀。
臺灣方面，交通部中央氣象局9月7日下午為此發佈海上颱風警報，翌日下午發佈陸上颱風警報，到9日先後解除陸上和海上警報，期間沒有災情報告。而颱風在中國大陸上海市登陸後為當地帶來特大暴雨，也錄得高達252公里每小時的強勁陣風，因此造成了巨大損失，約2.4萬間房屋被毀，九人喪生。上海市內農田受災逾300萬畝，市區有近一萬棵行人路上的樹木被吹倒。

## 參閱
- 1977年太平洋颱風季
- 颱風古超 (2012年)：初期路徑類似的颱風。
- 颱風法茜 (2019年)：繼貝貝後，氣象廳下一批命名颱風之一。
- 颱風海貝思 (2019年)：繼貝貝後，氣象廳下一批命名颱風之一。

## 外部連結
- 日本氣象廳：沖永良部颱風（页面存档备份，存于）
- . 國立情報學研究所. （日語）